# My Kind of Blues
My Kind of Blues è il sesto album in studio del celebre bluesman B.B. King ed è uscito nel 1961. Nel 2003 è stata pubblicata una versione rimasterizzata e con maggiori contenuti.

## Tracce
1. You Done Lost Your Good Thing Now (King, Joe Josea) - 5:15
2. Mr. Pawnbroker (King, Jules Taub) - 3:16
3. Understand (Cecil Gant) - 2:39
4. Someday Baby (Lightnin' Hopkins) - 2:54
5. Driving Wheel (Roosevelt Sykes) - 2:52
6. Walking Dr. Bill (Doctor Clayton) - 3:41
7. My Own Fault, aka It's My Fault (King) - 3:34
8. Fishin' After Me, aka Catfish Blues (Robert Petway) - 2:29
9. Hold That Train (Clayton) - 3:58
10. Please Set a Date (Minnie McCoy) - 2:49
11. Sunny Road (Sykes) - 2:57
12. Running Wild - 2:19
13. Blues at Sunrise (Ivory Joe Hunter) - 3:00
14. Drifting Blues (Johnny Moore's Three Blazers) - 3:15
15. Somebody Done Changed the Lock on My Door (Casey Bill Weldon) - 2:46
16. Look the World Over (Ernest Lawlars) - 3:23
17. Walking Dr. Bill (Clayton) - 3:44
18. Hold That Train (Clayton) - 5:05

- Le tracce dalla 11 alla 18 sono incluse solamente nella versione del 2003.